# Бумагоделательная машина
Бумагоде́лательная машина (БДМ) — машина для выработки из волокнистой массы бумаги путём образования (отлива) слоя волокон с последующим его обезвоживанием, сушкой и намоткой в рулон, а также каландрированием, поверхностной обработкой и резкой.

## История
- 1799 год — француз Луи-Николя Робер[англ.] (1761—1828) изобрёл первую бумагоделательную машину непрерывного действия. Этот год считается датой изобретения бумагоделательных машин.
- 1803 год — в Англии смонтирована и установлена первая бумагоделательная машина (т. н. Машина Фурдринье[англ.]), изготовленная по чертежам Робера, но усовершенствованная английским механиком Брайаном Донкиным. Финансировали строительство лондонские издатели братья Фурдринье. На первой бумагоделательной машине бумага формовалась из тряпичной ветоши и хлопка в виде рулона. Она состояла из следующих основных частей: сеточной, прессовой, сушильной, отделочной.
- 1816 год — в Петергофе на бумажной фабрике была введена в эксплуатацию первая русская бумагоделательная машина, построенная русскими мастерами Петергофской гранильной фабрики и Петербургского казённого литейного завода[2]. Строительством руководил англичанин Вестингаузен — представитель фирмы Донкина.
- 1979 год — в СССР первый раз изготовили прессовую часть бумагоделательной машины.[3]

### Бумагоделательные машины первого поколения
Для машин первого поколения характерны следующие особенности:
- имеет поточную механизированную линию из машин и агрегатов;
- одна машина вырабатывает широкий ассортимент продукции;
- процессы, протекающие на машине, имеют низкую интенсивность;
- простота конструкции и высокая надёжность работы;
- низкий съём воды, объём вырабатываемой бумаги, потребление энергии;
- медленное повышение скорости;
- ручное управление;
- ремонтные работы после отказов непосредственно на машине.

Примером такой машины может служить бумагоделательная машина, изготовленная в 1864 году с гауч-валом Славутской бумажной фабрики, работавшей до конца XX века.:59

### Бумагоделательные машины второго поколения
Для машин второго поколения характерны следующие особенности:
- сохранение основных принципов машин первого поколения;
- рост габаритов, массы, значительное усложнение конструкций;
- система автоматического сбора информации;
- специализация по виду бумаги;
- система специализированного обслуживания и ремонта.[4]:61

### Бумагоделательные машины третьего поколения
Для машин третьего поколения характерны следующие особенности:
- узкая специализация машин;
- закрытая проводка полотна;
- внедрение системы АСУТП;
- научное обоснование системы обслуживания и ремонта.[4]:65

### Бумагоделательные машины четвёртого поколения
Для машин четвёртого поколения характерны следующие особенности:
- способ производства бумаги на основе двухсеточного формования и автоматической безотрывной проводки бумажного полотна;
- узкая специализация машин;
- автоматическое управление всеми рабочими процессами;
- унификация узловых частей машины;
- сокращение холостого хода и простоя для ремонта.[4]:66

## Технология
- Основные компоненты производства бумаги: измельчение материала, варка, откидывание на сетку и прессование.
- Изначально (со 105 года н. э., см. бумага) бумагу добывали из хлопка и ветоши, с 1857 года в основном из древесины, хотя для производства некоторых высококачественных сортов бумаг по-прежнему используются травы.
- После того как бумагу стали изготавливать из древесины, основной стадией производства бумаги стала варка в котле, где с помощью термической и химической обработки из измельчённой древесины (щепы) удаляется лигнин (компонент, придающий древесине жёсткость).
- Волокна получившейся массы тщательно перемешиваются и взмучиваются в тонкую взвесь.
- Для повышения белизны, гладкости бумаги в неё добавляют дополнительные компоненты: каолин, хлор, канифоль, сернокислый барий, тальк, титановые белила.
- После удаления воды бумажные листы прессуют, подвергают нагреву и сушат. В результате получается бумага в виде огромных, т. н. мастер-рулонов, шириной до нескольких десятков метров. Далее эти рулоны режут на рулоны меньшей ширины согласно типографским стандартам. Эти рулоны заправляются в бумагорезательную машину, на выходе которой и получают бумажные листы промышленных или потребительских форматов.
- Если бумагу делают из макулатуры, то её предварительно обесцвечивают, размалывают и смешивают с древесной массой. Также для производства бумаги в качестве сырья может использоваться ветошь — тряпичное сырьё несинтетического происхождения.

## Виды бумагоделательных машин
- Плоскосеточные (столовые)
- Круглосеточные (цилиндрические).

Главное различие между ними состоит в том, что на плоскосеточных формование (отлив) бумаги осуществляется на длинной горизонтальной сетке, а на круглосеточных — на сеточном цилиндре.
В бумажной промышленности наиболее распространены плоскосеточные машины, которые производят почти весь объём бумаги. Цилиндрические машины (с несколькими цилиндрами) применяются в основном для изготовления многослойной бумаги и картона. На бумажных фабриках Гознака денежные и ценные бумаги делаются как на столовых, так и на цилиндрических машинах. Однако бумаги с локальным водяным знаком изготовляются на цилиндрических машинах.

## Вентиляция

### Сушильная часть
Сушильная часть машины закрывается колпаком. Воздух, нагретый в теплообменниках до 80…100°, нагнетают снизу под колпак. Воздух в восходящих потоках поднимается наверх, поглощает пары и вытяжкой удаляется из-под колпака. Паровоздушная смесь температурой 60…70° поступает в теплообменник, отдаёт своё тепло свежему воздуху и выбрасывается в атмосферу. При обрыве бумажного полотна в сушильной части машины, оборудованной колпаком закрытого типа, подача горячего воздуха должна автоматически прекращаться.:п. 2.1.15

## Пожары на бумагоделательных машинах
Бумагоделательные машины имеют две части: мокрую и сухую, которые по пожарной опасности резко отличаются.
Пожарная опасность цехов, где расположены бумагоделательные машины, связана с наличием большого количества бумажной пыли, которая выделяется в процессе производства бумаги и оседает на конструкциях машины и коммуникациях. Наблюдения показывают, что наибольшее количество пыли оседает в первой сушильной группе со стороны привода. Бумажная пыль состоит из волокон древесной костры мелкой фракции. Температура самовоспламенения для отложившейся бумажной пыли составляет 333 °C.
Исследования пожаров и загораний на бумагоделательных машинах показывают, что во многих случаях при пожаре система вентиляции работала, что способствовало развитию пожара. При включённой вентиляции огонь по сушильным сукнам и промасленным станинам может распространяться с большой скоростью, достигая более 10 м/с.
При пожарах на бумагоделательной машине возможно интенсивное распространение огня по всей сушильной части картонно-бумагоделательных машин. При ликвидации горения необходимо:
- принимать меры по прекращению подачи массы на картоно- и бумагоделательных машинах одновременно с введением водяных стволов и пены;
- машины при пожаре не останавливать[8], остановка производится по особому распоряжению[9].

При пожаре в сушильной части машины необходимо выключить вентиляцию и поступление пара в сушильные цилиндры. Перевести машину в режим работы на вспомогательной скорости. Машину останавливать не следует, потому что мокрое полотно бумаги, поступая в сушильную часть машины, довольно быстро понизит там температуру и предотвратит загорание сушильных сукон.
Бумаго- и картоноделательные и сушильные машины должны быть оборудованы системами автоматического пожаротушения в сушильной части.:п. 2.1.25 В качестве огнетушащего вещества применяют воду или пену. В составе системы монтируют узлы трубопроводов, равномерно распределённые в два яруса под колпаком и перекрытием второго этажа сушильной части машины, с оросителями и датчиками. Систему подключают к действующей системе противопожарного водопровода.
В 1975 году на фабрике «De Eendracht Karton» (Аппингедам, Голландия) произошёл пожар, в результате которого сгорели 8 бумагоделательных и картоноделательных машин (PM 1-8). Число персонала было сокращено с 450 до 250 человек.
12 марта 2004 года на БДМ-1 Котласского ЦБК произошёл пожар. Пожару был присвоен второй номер сложности. В тушении участвовали четыре автомобиля трёх пожарных частей. От пожара серьёзно пострадали одежда и колпак машины, частично — оборудование КИПиА и централизованная система смазки. Сгорело имущество на сумму около 2 млн рублей в ценах 2004 года. Возгорание произошло по причине плохой уборки машины. Мусор копился на протяжении долгого времени. Пыль и масляные утечки привели к возгоранию.
12 января 2005 в 4 часа на КДМ-3 Котласского ЦБК отключили подачу пара, а через 50 минут машину остановили для планово-предупредительного ремонта. Проводилась уборка брака, обрезок и накруток бумажного полотна. К проведению обдувки пыли не приступали, так как ждали диагностов для проверки состояния подшипников. Как только они пришли, была включена машина на рабочую скорость. Около 5 часов 30 минут, после запуска машины, диагност, проходя под колпаком со стороны привода между 1 и 2 сушильными группами, почувствовал запах гари, а затем увидел пламя. Об этом он сообщил специалистам смены. Сушильщик открыл главную задвижку системы пожаротушения, а мастер смены включила систему пожаротушения КДМ, сообщив о происшествии на пульт объектовой пожарной части. Остальные приступили к тушению. К моменту прибытия дежурной смены пожарной части загорание на машине было ликвидировано. КДМ до запуска для диагностирования работала на вспомогательной скорости с поднятыми шторками колпака, при высокой температуре на сушильных цилиндрах и других конструкциях машины. Это создало условия для высыхания сукон и цилиндров, возросла вероятность возникновения разрядов статического электричества, что и послужило причиной загорания.
19 июля 2008 года в 22 часа произошёл пожар в одном из цехов на Краснокамском целлюлозно-бумажном комбинате «Кама».
Горела бумагоделательная машина, огонь перешёл на кровлю цеха. Площадь горения составила 1000 м². Пожару был присвоен 3 номер сложности. Пожарные вывели из цеха 22 рабочих. Никто не пострадал. В течение семи часов 36 единиц техники, 60 человек личного состава боролись с огнём. В 5 утра 20 июля пожар был ликвидирован. Причина пожара — неисправность производственного оборудования.
16 декабря 2009 года в 19:49 на Кондопожском целлюлозно-бумажном комбинате произошло загорание пыли и отходов производства в вентиляционной камере восьмой бумагоделательной машины. На локализацию пожара площадью около 25 м² ушло около часа. Сложная конструкция вентиляционного оборудования и сильное задымление не сразу позволили обнаружить очаг возгорания. В 16 часов 10 минут пожар был локализован, в 17 часов 20 минут — ликвидирован. Никто из работников комбината не пострадал.
10 мая 2010 на финской фабрике Kaipola, принадлежащей UPM, произошёл пожар на БДМ № 6, мощностью 300 тыс. тонн, выпускающая легкомелованные бумаги. Возгорание произошло в сушильной камере. Благодаря действиям рабочих предприятия и сработавшей противопожарной системе возгорание было быстро ликвидировано. Пострадавших нет. Ущерб незначительный.

## Производители бумагоделательного оборудования
- ОАО «Бумагоделательного машиностроения» (ОАО «Буммаш») в г. Ижевск, Республика Удмуртия. Создано на базе производственных мощностей завода «Ижтяжбуммаш», основанного в 1959 году как предприятие по производству тяжёлых бумагоделательных машин и оборудования для целлюлозно-бумажной промышленности.
- ЗАО «Петрозаводскмаш» в г. Петрозаводске, Республика Карелия. Создано в 1960 году согласно Постановлению ЦК КПСС и Совмина СССР № 478 от 07.04.1960 г. Вместе с Ижевским заводом должно было преодолеть и в большой степени преодолело отставание страны в обеспечении целлюлозно-бумажной промышленности современным оборудованием. Предприятие стало основным в стране поставщиком оборудования для производства целлюлозы и — вместе с Ижевским заводом — бумагоделательного оборудования.
- ОАО «Гатчинский опытный завод бумагоделательного оборудования» (ОАО ГОЗБО) в Ленинградской области. Предприятие основано в 1877 году.
- Mitsubishi Heavy Industries Printing & Packaging Machinery.
- Voith Paper GmbH Heidenheim/Brenz (Germany)